# Владимир Кочиш
Владимир Кочиш Зец (Загреб, 7. мај 1948) је хрватски музичар и композитор. Познат је као гитариста и певач групе Нови фосили.

## Биографија
Музиком се почео бавити у средњој школи, када је основао своју прву групу, под називом „Бисери“, у којој је свирао до 1973. године. Након тога постао је члан неколико пратећих састава, са којима је наступао по бившем Совјетском Савезу.
Члан групе Нови фосили постао је 1976. године, где је имао улогу певача, гитаристе и аранжера. Са групом је снимио 15 ЛП плоча и 25 сингл плоча. Заједно са осталим члановима групе учествовао је, 1987. године, као представник Југославије, на избору за песму Евровизије у Бриселу. Њихова песма „Ја сам за плес“ освојила је 4. место. Након престанка рада групе, 1991. године, започео је своју солистичку каријеру, која траје и данас.
Од 2005. године, поново је стални члан Нових фосила, са којима наступа и снима музику.

## Фестивали
- У име сјећања, '92
- Љуљај, љуљај, '93
- Испод твојих прозора, '94

Мелодије хрватског Јадрана:
- Лола и ја, '93

Задар:
- Не броје се никад прошле љубави, '93
- Стани море, '98
- Мали бенд и ја, '99

Арена, Пула:
- Волим те, '94

Мелодије Мостара:
- Живи се, '98
- Невјера, '99

Хрватски радијски фестивал:
- Мази ме страсно, '97
- Гријешница, '98
- Еротика, 2000
- Зрно среће (Вече легенди), 2001
- Тако ми је добро, 2002
- Соња и ја, 2004
- Питам се, 2007
- Рум, кола, шток, 2009

Осфест, Осијек:
- Задња ружа, '97

Етно фест, Неум:
- Мрачњак, '98

Загреб:
- Пружи руке, 2001
- Од срца до срца, 2008
- Снови заљубљене жене (са Сањом Долежал и Маринком Колангом), 2016

Дора, Опатија:
- Није као прије, 2001

Загорска кријесница, Крапина
- Врнул бум се, грлица, 2005
- Мој малени анђеле, 2007

CMC festival, Водице:
- А онда дође љубав, 2013
- Емотивна пријетња (дует са Сањом Долежал), 2015
- Усне боје Венере, 2018
- Ти си мој рођендан, 2020

Међународни фестивал шансоне, Chansonfest, Загреб:
- Твојих пола сата, 2014